# 사형사제
"사형사제"(師兄師弟)는 한국에서 제작된 최우형 감독의 1982년 영화이다. 서병헌 등이 주연으로 출연하였고 김인동 등이 제작에 참여하였다.

## 출연

### 주연
- 서병헌
- 최무웅
- 황정리
- 국정숙

## 기타
- 조명: 송문섭
- 녹음: 김성찬
- 미술: 조경환